# یواس‌اس امپکوا (ای‌تی‌ای-۲۰۹)
یواس‌اس امپکوا (ای‌تی‌ای-۲۰۹) (به انگلیسی: USS Umpqua (ATA-209)) یک کشتی بود که طول آن ۱۴۳ فوت (۴۴ متر) بود. این کشتی در سال ۱۹۴۴ ساخته شد.